# 普佳季诺村委员会
普佳季诺村委员会（俄语：Путятинский сельсовет）是俄罗斯联邦阿穆尔州马扎诺沃区所属的一个村委员会。其下辖有2个居民点，行政中心为普佳季诺。据2016年统计，该村委员会的人口为596人。